# Трзање затварача
Трзање затварача (енгл. Blowback), механизам дејства аутоматског и полуаутоматског оружја заснован на директном притиску чауре испаљеног метка на чело затварача, који није везан за цев и самостално се помера уназад. Ово је веома прост систем, који се већином користи код оружја мале ватрене моћи (пиштоља и аутомата).

## Механизам дејства
Аутоматска паљба потиже се притиском барутних гасова, преко дна чауре, непосредно на чело затварача, који је слободан (није чврсто везан за сандук и цев). Затварач се услед притиска барутних гасова првог опаљеног метка креће уназад и при томе отвара цев, извлачи и избацује празну чауру, запиње ударну иглу и сабија повратну опругу, а потом се под дејством силе повратне опруге враћа у првобитни положај и при томе захвата следећи метак из оквира, уноси га у његово лежиште, затвара цев и опаљује следећи метак.

### Недостаци
Недостатак оваквог, иначе простог решења је у томе што затварач није забрављен кад затвори цев, па се понекад деси да се почне кретати уназад пре него што зрно напусти цев, што доводи до наглог пада брзине зрна и повреде стрелца врелим гасовима. То се спречава повећањем масе, а тиме и инерције затварача, коришћењем затварача са повећаним трењем (полуслободни затварачи), употребом цилиндричне чахуре са ојачаним дном (да би се појачало заптивање цеви) или смањењем дужине цеви. Како ни један од ових начина није сасвим сигуран, механизам трзања затварача примењује се само код оружја мање ватрене моћи (аутомат и пиштољ), а ретко у тешких митраљеза (Шварцлозе).